# Nemencio Acosta
Pour les articles homonymes, voir Acosta.
Nemencio Acosta, né vers 1951, est un homme politique bélizien, membre du Parti démocratique uni (UDP). Il est représentant de la circonscription de Corozal North à la Chambre des représentants en 2008 et est nommé ministre de l'Agriculture et de la Pêche en 2011.

## Biographie
Lors des élections législatives béliziennes de 2003, il est candidat pour l'UDP dans la circonscription de Corozal North (en) et perd les élections avec 48,84 % des voix face à Valdemar Castillo (en) du Parti uni du peuple (PUP). Lors des élections de 2008, il est élu dans la même circonscription et remporte deux fois les élections avec 49,07 % des voix face à Castillo. De février 2008 à 2012, il est membre de la Chambre des représentants du Belize.
En 2009, il est président du Conseil de contrôle de l'industrie sucrière. Cette même année, il remplace pour 6 mois le Ministre d'État au ministère du développement humain et de la transformation sociale, Juan Coy,. En octobre 2011, il est nommé ministre d'État au ministère de l'Agriculture et de la Pêche, poste qu'il occupe jusqu'en mars 2012.

### Vie privée
Nemencio Acosta est marié.